# Einsatzgruppenretssagen
Einsatzgruppenretssagen, officielt kaldet The United States of America vs. Otto Ohlendorf, et. al., var en krigsforbryderretssag, der fandt sted i Nürnberg mellem den 29. september 1947 og den 10. april 1948.
24 højtstående SS-officerer , der var aktive i de fire nazistiske Einsatzgruppen, blev anklaget for krigsforbrydelser og forbrydelser mod menneskeheden og for at være medlemmer af kriminelle organisationer, såsom Gestapo og Sicherheitsdienst.
Dommerne var Michael A. Musmanno (hoveddommer), John J. Speight og Richard D. Dixon. Benjamin B. Ferencz var anklager.
Flere dødsdomme fulgte, herunder Paul Blobel og Otto Ohlendorf. Henrettelserne blev imidlertid ikke udført før den 8. juni 1951.

## Tiltalte
| Navn                  | Fotografi | Position | Dom                                                         | Bemærkninger                                                        |
| --------------------- | --------- | --- | ----------------------------------------------------------- | ------------------------------------------------------------------- |
| Otto Ohlendorf        |           | Gruppenführer; medlem af SD; befalingshavende for Einsatzgruppe D                                                               | Dødsstraf                                                   | Henrettet den 8. juni 1951                                          |
| Heinz Jost            |           | Brigadeführer; medlem af SD; befalingshavende for Einsatzgruppe A                                                               | Livsvarigt fængsel                                          | Dommen konverteres til 10 års fængsel; frigivet 1951; døde 1964     |
| Erich Naumann         |           | Brigadeführer; medlem af SD; befalingshavende for Einsatzgruppe B                                                               | Dødsstraf                                                   | Henrettet den 8 juni 1951                                           |
| Otto Rasch            |           | Brigadeführer; medlem af SD og Gestapo; befalingshavende for Einsatzgruppe C                                                    | Anklagemyndigheden blev afsluttet af helbredsmæssige grunde | Død 1948                                                            |
| Erwin Schulz          |           | Brigadeführer; medlem af Gestapo; befalingshavende for Einsatzkommando 5 i Einsatzgruppe C                                      | 20 års fængsel                                              | Dommen konverteres til 15 års fængsel; frigivet 1954; døde 1981     |
| Franz Six             |           | Brigadeführer; medlem af SD; befalingshavende for Vorkommando Moskau i Einsatzgruppe B                                          | 20 års fængsel                                              | Dommen konverteres til 15 års fængsel; frigivet i 1952; døde 1975   |
| Paul Blobel           |           | Standartenführer; medlem af SD; befalingshavende for Sonderkommando 4a i Einsatzgruppe C                                        | Dødsstraf                                                   | Henrettet den 8. juni 1951                                          |
| Walter Blume          |           | Standartenführer; medlem af SD og Gestapo; befalingshavende for Sonderkommando 7a i Einsatzgruppe B                             | Dødsstraf                                                   | Dommen konverteres til 25 års fængsel; frigivet i 1955; døde 1974   |
| Martin Sandberger     |           | Standartenführer; medlem af SD; befalingshavende for Sonderkommando 1a i Einsatzgruppe A                                        | Dødsstraf                                                   | Dommen konverteres til livstids fængsel; frigivet 1958; døde i 2010 |
| Willy Seibert         |           | Standartenführer; medlem af SD; ställföreträdande befalingshavende for Einsatzgruppe D                                          | Dødsstraf                                                   | Dommen konverteres til 15 års fængsel; frigivet 1954; døde i 1976   |
| Eugen Steimle         |           | Standartenführer; medlem af SD; befalingshavende for Sonderkommando 7a i Einsatzgruppe B og Sonderkommando 4a i Einsatzgruppe C | Dødsstraf                                                   | Dommen blev omgjort til 20 års fængsel; frigivet 1954; døde 1987    |
| Ernst Biberstein      |           | Obersturmbannführer; medlem af SD; befalingshavende for Einsatzkommando 6 i Einsatzgruppe C                                     | Dødsstraf                                                   | Dommen konverteres til livstids fængsel; frigivet 1958; døde i 1986 |
| Werner Braune         |           | Obersturmbannführer; medlem af SD og Gestapo; befalingshavende for Sonderkommando 11b i Einsatzgruppe D                         | Dødsstraf                                                   | Henrettet den 8. juni 1951                                          |
| Walter Hänsch         |           | Obersturmbannführer; medlem af SD; befalingshavende for Sonderkommando 4b i Einsatzgruppe C                                     | Dødsstraf                                                   | Dommen konverteres til 15 års fængsel; frigivet i 1955              |
| Gustav Nosske         |           | Obersturmbannführer; medlem af Gestapo; befalingshavende for Einsatzkommando 12 i Einsatzgruppe D                               | Livsvarigt fængsel                                          | Dommen konverteres til 10 års fængsel; frigivet 1951; døde 1990     |
| Adolf Ott             |           | Obersturmbannführer; medlem af SD; befalingshavende for Sonderkommando 7b i Einsatzgruppe B                                     | Dødsstraf                                                   | Dommen konverteres til livstids fængsel; frigivet i 1958            |
| Eduard Strauch        |           | Obersturmbannführer; medlem af SD; befalingshavende for Einsatzkommando 2 i Einsatzgruppe A                                     | Dødsstraf                                                   | Udleveret til Belgien; døde i 1955                                  |
| Emil Haussmann        |           | Sturmbannführer; medlem af SD; medlem af Einsatzkommando 12 i Einsatzgruppe D                                                   | Selvmord den 31. juli 1947                                  |                                                                     |
| Waldemar Klingelhöfer |           | Sturmbannführer; medlem af SD; medlem af Sonderkommando 7b i Einsatzgruppe B                                                    | Dødsstraf                                                   | Dommen konverteres til livstids fængsel; frigivet 1956; døde 1980   |
| Lothar Fendler        |           | Sturmbannführer; medlem af SD; ställföreträdande befalingshavende for Sonderkommando 4b i Einsatzgruppe C                       | 10 års fængsel                                              | Dommen konverteres til 8 års fængsel; frigivet i 1951               |
| Waldemar von Radetzky |           | Sturmbannführer; medlem af SD; stedfortrædende befalingshavende for Sonderkommando 4a i Einsatzgruppe C                         | 20 års fængsel                                              | Dommen konverteres til 10 års fængsel; frigivet 1951; døde 1990     |
| Felix Rühl            |           | Hauptsturmführer; medlem af Gestapo; medlem af Sonderkommando 10b i Einsatzgruppe D                                             | 10 års fængsel                                              | Frigivet 1951                                                       |
| Heinz Schubert        |           | Obersturmführer; medlem af SD; medlem af Einsatzgruppe D                                                                        | Dødsstraf                                                   | Dommen konverteres til 10 års fængsel; frigivet i 1952              |
| Mathias Graf          |           | Untersturmführer; medlem af SD; medlem af Einsatzkommando 6 i Einsatzgruppe D                                                   | Tre års fængsel                                             | Frigivet ved afslutningen af retssagen i 1948                       |

### Webkilder
- "The Nuremberg Trials: The Einsatzgruppen Case" (engelsk). University of Missouri-Kansas City. Arkiveret fra originalen 2012-11-05. Hentet 5. november 2012.

### Trykte kilder
- Earl, Hilary Camille (2009). The Nuremberg SS-Einsatzgruppen Trial, 1945–1958: Atrocity, Law, and History (engelsk). Cambridge: Cambridge University Press. ISBN 978-0-521-45608-1.Libris 11482322